# 永田友久
永田 友久（ながた ともひさ）は、日本の実業家。東芝ITサービス株式会社社長。

## 人物
- 東京都出身。
- 1980年（昭和55年） - 中央大学法学部卒業。
- 東京芝浦電気株式会社（現東芝）入社。[2][3]

## 経歴
- 2008年（平成20年） - 東芝ソリューション取締役。
- 2012年（平成24年） - 常務取締役。
- 2015年（平成27年） 6月24日 - 社長に就任。社長清野和司は東芝ソリューション執行役員。[2][3]